# Verona Volley Femminile 2010-2011
Questa voce raccoglie le informazioni riguardanti il Verona Volley Femminile nelle competizioni ufficiali della stagione 2010-2011.

## Organigramma societario
Area direttiva
- Presidente: Samuele Zambon

Area tecnica
- Allenatore: Ettore Guidetti
- Allenatore in seconda: Giorgio Nibbio
- Scout man: Matteo Gadioli

Area sanitaria
- Medico: Roberto Filippini
- Preparatore atletico: Alessandro Contadin
- Fisioterapista: Marco Zenato

## Rosa
| N° | Nome               | Ruolo | Data di nascita | Nazionalità sportiva |
| -- | ------------------ | ----- | --------------- | -------------------- |
| 2  | Milena Stacchiotti | C     | 5 gennaio 1985  | Italia               |
| 3  | Giulia Arioli      | O     | 15 ottobre 1989 | Italia               |
| 5  | Arianna Magnelli   | C     | 14 agosto 1987  | Italia               |
| 6  | Jasmine Rossini    | S     | 15 giugno 1992  | Italia               |
| 7  | Francesca Gentili  | C     | 28 marzo 1990   | Italia               |
| 8  | Gloria Trabucchi   | P     | 7 febbraio 1989 | Italia               |
| 9  | Laura Crepaldi     | S     | 8 novembre 1982 | Italia               |
| 10 | Benedetta Marcone  | S     | 7 maggio 1993   | Italia               |
| 12 | Valeria Alberti    | L     | 9 maggio 1984   | Italia               |
| 13 | Silvia Beretta     | P     | 24 giugno 1991  | Italia               |
| 14 | Carla Castiglione  | S     | 7 marzo 1989    | Argentina            |
| 17 | Nadezhda Shopova   | S     | 8 gennaio 1984  | Bulgaria             |
| 18 | Michela Moschini   | L     | 9 ottobre 1993  | Italia               |

## Risultati

### Serie A2

#### Girone di andata
| 1ª giornata - 16 ottobre 2010 PalaScoppa, Soverato        | Soverato            | 3 - 0 | Verona         | 27-25, 25-19, 26-24               |
| 2ª giornata - 24 ottobre 2010 PalaOlimpia, Verona         | Verona              | 3 - 0 | RDM Pomezia    | 26-24, 25-22, 25-23               |
| 3ª giornata - 31 ottobre 2010 PalaSassi, Matera           | Time Matera         | 3 - 0 | Verona         | 25-22, 25-11, 25-18               |
| 4ª giornata - 7 novembre 2010 PalaOlimpia, Verona         | Verona              | 0 - 3 | Parma          | 19-25, 16-25, 16-25               |
| 5ª giornata - 14 novembre 2010 PalaBusnago, Busnago       | Busnago             | 3 - 2 | Verona         | 25-27, 25-15, 25-14, 23-25, 16-14 |
| 6ª giornata - 21 novembre 2010 PalaFerroli, San Bonifacio | Verona              | 3 - 2 | Santa Croce    | 22-25, 18-25, 25-16, 25-20, 15-13 |
| 7ª giornata - 28 novembre 2010 PalaOlimpia, Verona        | Verona              | 3 - 0 | Cuatto Giaveno | 25-22, 25-20, 25-20               |
| 8ª giornata - 5 dicembre 2010 PalaSerenelli, Loreto       | Loreto              | 3 - 0 | Verona         | 25-16, 26-24, 25-18               |
| 9ª giornata - 12 dicembre 2010 PalaFerroli, San Bonifacio | Verona              | 3 - 1 | Forlì          | 25-20, 25-22, 16-25, 27-25        |
| 10ª giornata - 19 dicembre 2010 PalaBerlinguer, Bellizzi  | Pontecagnano Faiano | 3 - 0 | Verona         | 25-16, 25-19, 25-18               |
| 11ª giornata - 26 dicembre 2010 PalaBertoni, Crema        | Crema               | 3 - 1 | Verona         | 25-21, 25-12, 23-25, 25-17        |
| 12ª giornata - 9 gennaio 2011 PalaOlimpia, Verona         | Verona              | 0 - 3 | San Vito       | 20-25, 20-25, 18-25               |
| 13ª giornata - 16 gennaio 2011 PalaMaddalene, Chieri      | Chieri              | 3 - 0 | Verona         | 25-12, 25-18, 25-19               |

#### Girone di ritorno
| 14ª giornata - 22 gennaio 2011 PalaOlimpia, Verona                   | Verona         | 3 - 0 | Soverato            | 25-22, 25-22, 25-20        |
| 15ª giornata - 29 gennaio 2011 Olimpia Palace, Pomezia               | RDM Pomezia    | 3 - 1 | Verona              | 25-18, 17-25, 25-14, 25-20 |
| 16ª giornata - 5 febbraio 2011 PalaOlimpia, Verona                   | Verona         | 1 - 3 | Time Matera         | 17-25, 26-24, 23-25, 14-25 |
| 17ª giornata - 13 febbraio 2011 PalaRaschi, Parma                    | Parma          | 3 - 0 | Verona              | 25-11, 25-14, 25-19        |
| 18ª giornata - 20 febbraio 2011 PalaOlimpia, Verona                  | Verona         | 3 - 1 | Busnago             | 22-25, 25-23, 25-19, 25-23 |
| 19ª giornata - 26 febbraio 2011 PalaParenti, Santa Croce sull'Arno   | Santa Croce    | 3 - 0 | Verona              | 25-12, 25-16, 25-13        |
| 20ª giornata - 6 marzo 2011 Palazzetto dello Sport, Giaveno          | Cuatto Giaveno | 3 - 1 | Verona              | 25-13, 18-25, 25-14, 25-18 |
| 21ª giornata - 20 marzo 2011 PalaOlimpia, Verona                     | Verona         | 1 - 3 | Loreto              | 13-25, 25-22, 23-25, 15-25 |
| 22ª giornata - 26 marzo 2011 PalaRomiti, Forlì                       | Forlì          | 3 - 0 | Verona              | 25-16, 25-20, 25-20        |
| 23ª giornata - 3 aprile 2011 PalaOlimpia, Verona                     | Verona         | 1 - 3 | Pontecagnano Faiano | 25-19, 23-25, 14-25, 22-25 |
| 24ª giornata - 10 aprile 2011 PalaOlimpia, Verona                    | Verona         | 0 - 3 | Crema               | 15-25, 21-25, 21-25        |
| 25ª giornata - 17 aprile 2011 PalaMacchitella, San Vito dei Normanni | San Vito       | 3 - 0 | Verona              | 25-15, 25-13, 25-16        |
| 26ª giornata - 23 aprile 2011 PalaOlimpia, Verona                    | Verona         | 0 - 3 | Chieri              | 21-25, 17-25, 14-25        |

## Statistiche

### Statistiche di squadra
| Competizione | Punti | In casa | In casa | In casa | In trasferta | In trasferta | In trasferta | Totale | Totale | Totale |
| Competizione | Punti | G       | V       | P       | G            | V            | P            | G      | V      | P      |
| ------------ | ----- | ------- | ------- | ------- | ------------ | ------------ | ------------ | ------ | ------ | ------ |
| Serie A2     | 18    | 13      | 6       | 7       | 13           | 0            | 13           | 26     | 6      | 20     |
| Totale       | -     | 13      | 6       | 7       | 13           | 0            | 13           | 26     | 6      | 20     |

G = partite giocate; V = partite vinte; P = partite perse

### Statistiche dei giocatori
| Giocatore      | Serie A2 | Serie A2 | Serie A2 | Serie A2 | Serie A2 | Totale | Totale | Totale | Totale | Totale |
| Giocatore      | P        | PT       | AV       | MV       | BV       | P      | PT     | AV     | MV     | BV     |
| -------------- | -------- | -------- | -------- | -------- | -------- | ------ | ------ | ------ | ------ | ------ |
| V. Alberti     | 26       | 1        | ?        | ?        | ?        | 26     | 1      | ?      | ?      | ?      |
| G. Arioli      | 26       | 175      | ?        | ?        | ?        | 26     | 175    | ?      | ?      | ?      |
| S. Beretta     | 24       | 61       | ?        | ?        | ?        | 24     | 61     | ?      | ?      | ?      |
| C. Castiglione | 19       | 71       | ?        | ?        | ?        | 19     | 71     | ?      | ?      | ?      |
| L. Crepaldi    | 25       | 256      | ?        | ?        | ?        | 25     | 256    | ?      | ?      | ?      |
| F. Gentili     | 26       | 122      | ?        | ?        | ?        | 26     | 122    | ?      | ?      | ?      |
| A. Magnelli    | 19       | 30       | ?        | ?        | ?        | 19     | 30     | ?      | ?      | ?      |
| B. Marcone     | 9        | 1        | ?        | ?        | ?        | 9      | 1      | ?      | ?      | ?      |
| M. Moschini    | 9        | 0        | 0        | 0        | 0        | 9      | 0      | 0      | 0      | 0      |
| J. Rossini     | 22       | 55       | ?        | ?        | ?        | 22     | 55     | ?      | ?      | ?      |
| N. Shopova     | 24       | 275      | ?        | ?        | ?        | 24     | 275    | ?      | ?      | ?      |
| M. Stacchiotti | 26       | 216      | ?        | ?        | ?        | 24     | 216    | ?      | ?      | ?      |
| G. Trabucchi   | 17       | 14       | ?        | ?        | ?        | 17     | 14     | ?      | ?      | ?      |

P = presenze; PT = punti totali; AV = attacchi vincenti; MV = muri vincenti; BV = battute vincenti